# Heleșteni, Nisporeni
Heleșteni este un sat din cadrul comunei Marinici din raionul Nisporeni, Republica Moldova.
Prima atestare a satului arată că acesta a fost fondat în 1840.
Lângă acest sat curge râul Nârnova și se întinde o pădure. Distanța directă până la Nisporeni este de 12 km, iar până la Chișinău 75 km.
Conform recensământului din 2004, populația este de 408 locuitori.
În sat funcționează un magazin de materiale de construcție, înființat în 2013, și un magazin alimentar.

## Personalități născute aici
- Zina Izbaș (n. 1954), poetă, jurnalistă.